# Künstler (Tankred Dorst)
Künstler ist ein Theaterstück von Tankred Dorst, das am 1. Februar 2008 unter der Regie von Christian Pade im Theater Bremen uraufgeführt wurde.
Stationen auf dem Lebensweg des Kommunisten Heinrich Vogeler aus der Künstlerkolonie Worpswede am Ende des 19. Jahrhunderts werden nachgezeichnet. In der Künstlerkolonie lebt eine Gruppe von Malern und Dichtern um Heinrich Vogeler, Paula Modersohn-Becker und Rainer Maria Rilke.

## Handlung
In der Künstlerkolonie Worpswede lebt eine Gruppe von Malern und Dichtern um Heinrich Vogeler, Paula Modersohn-Becker und Rainer Maria Rilke. Während Vogeler, der aus der Arbeiterbewegung kommt, den Worpsweder Sommer malt, lernt er die sieben Jahre jüngere Martha kennen. Jahre später werden die beiden ein Ehepaar. Rilke kommentiert die ersten Ehejahre Marthas mit Heinrich, das ehemals so zarte Mädchen Martha werde nach jeder Geburt breiter und Heinrichs Kunst immer unsicherer. Das „freie Liebesleben“in der Worpsweder Künstlerkolonie kommt zur Sprache. Martha betrügt Heinrich mit einem Maler namens Kurt, der in Heinrichs Worpsweder Hause, dem Birkenhof – im Plattdeutschen Barkenhoff genannt – untergekommen ist und mit seinen Reden die Maler in der Sonntagsrunde im Birkenhof provoziert. Schließlich wirft Fritz, ein weiterer Gast der Vogelers, den Mann aus dem Haus. Vogelers Frage an Martha, ob sie ihm folgen möchte, bejaht sie nicht.
Im Ersten Weltkrieg verliert der Worpsweder Kreis den Maler Hans. Heinrich verflucht den Kaiser. Eigentlich will Ludendorff den Kommunisten Heinrich erschießen lassen. Die Worpsweder Genossen des Malers verhindern das, indem sie ihn in eine Irrenanstalt einweisen lassen. Heinrich, der von dem Mäzen Roselius aufgesucht wird, schwärmt von seinem kommunistischen Kollektiv Birkenhof und spricht von seinen russischen Bewunderern. Roselius stellt klar, der singuläre Worpsweder Kommunismus funktioniere nur mit finanzieller Beihilfe deutscher Kapitalisten.
Fritz denunziert die kommunistischen Umtriebe im Birkenhof bei der Polizei. Otto rauft sich in Worpswede mit Kurt zusammen. Beide malen. Heinrich, inzwischen aus der Anstalt entlassen, erscheint mit seiner neuen Liebe, der 26 Jahre jüngeren Sonja Marchlewska – Tochter des polnischen Spartakisten Julian Marchlewski. Sonja ist schwanger. Ihr und Heinrichs Kind soll im freien Russland geboren werden. Sonja stempelt das kommunistische Projekt Birkenhof als bourgeoisen Traum ab.
Martha bewirtet Sonja mit selbstgebackenem Apfelkuchen, den diese jedoch nicht anrührt. Martha will mit ihren Kindern in Worpswede bleiben. Sie erzählt von Berichten an die Adresse der Polizei über das Treiben am Birkenhof, verfasst von Fritz. Mitten in Marthas Rede vollführt Tankred Dorst einen Zeitsprung über reichlich zwei Jahrzehnten vorwärts: Heinrich verkommt in Russland zum Plakatmaler stalinistischer Propaganda. Heinrichs russischer Sohn fällt im Zweiten Weltkrieg. Über das Erzählen ist Martha in wenigen Minuten eine alte Frau geworden.
Tankred Dorst reicht jedoch die von Martha skizzierte Zukunft in den restlichen zehn Szenen detaillierter nach. Heinrichs Sohn Petja – durch und durch „stalinistisch verblendet“ – findet im Gespräch mit dem Vater Heinrich keinen gemeinsamen Nenner. In Deutschland zertrümmert die SA derweil den Birkenhof. Kurt besucht die Vogelers in Moskau. Der Ankömmling aus dem Westen soll einen Film über die sowjetischen Errungenschaften drehen. Heinrich hingegen will etwas über Martha hören. Kurt, der Deutschland nur noch heimlich aufsuchen kann, erzählt von Fritz, der die Naziprominenz porträtiere.
Kurt ist es auch, der das elendigliche Ende des todkranken Vogeler auf einem primitiven Bauernhof in der Steppe Kasachstans referiert.

### Nebenhandlung
Roselius muss Paulas Bilder von den Nazis verstecken. Zudem erfährt der Zuschauer Einzelheiten über die junge Paula, ihre Ehe mit Otto Modersohn und ihren frühen Tod.

## Form
Das Stück ist in 22 Szenen („Episoden“) gegliedert, die gelegentlich fließend ineinander übergehen.
Die Namen der beteiligten Mitglieder und Gäste der Kolonie werden in Dorsts Stück nur bei ihren Vornamen genannt: Heinrich (Vogeler), Martha (Vogeler), Otto (Modersohn), Fritz (Mackensen), Clara (Westhoff), Hans (am Ende), Rainer (Maria Rilke) etc. Wer mit der Figur des Kurt gemeint ist, ist nicht sicher nachzuweisen. In der Literaturwissenschaft wird vermutet, dass es sich bei „Kurt“ um eine Figur handelt, die Züge verschiedener Personen trägt, z. B. Ludwig Bäumer, der eine Affäre mit Martha Vogeler hatte, und dessen Gedicht „Hinter alten Stirnen wälzt sich der Tod...“ als Kurts Gedicht bezeichnet wird, oder auch Kurt Schwitters, der zeitweise in Worpswede wohnte.
Eingearbeitet in das Stück sind originale Zitate aus Briefen sowie autobiografische Notizen.

## Kritiken
- Andreas Schnell bei nachtkritik.de: Künstler – Tankred Dorsts Stück über Heinrich Vogeler. Sternenlose Utopie
- 2. Februar 2008 bei focus.de: Künstler
- Kurzbesprechung bei Suhrkamp: Synopse
- Kurzbesprechung bei theatertexe.de: Künstler